# Veli Nieminen
Veli Nieminen (Finlandia, 1 de diciembre de 1886-1 de abril de 1936) fue un gimnasta artístico finlandés, medallista de bronce olímpico en Londres 1908 en el concurso por equipos.

## Carrera deportiva
En las Olimpiadas celebradas en Londres en 1908 consigue el bronce en el concurso por equipos, tras los suecos (oro) y los noruegos (plata), y siendo sus compañeros de equipo los gimnastas: Eino Forsström, Otto Granström, Johan Kemp, Iivari Kyykoski, Heikki Lehmusto, John Lindroth, Yrjö Linko, Edvard Linna, Matti Markkanen, Kaarlo Mikkolainen, Eino Railio, Kaarlo Kustaa Paasia, Arvi Pohjanpää, Aarne Pohjonen, Heikki Riipinen, Arno Saarinen, Einar Werner Sahlstein, Aarne Salovaara, Karl Sandelin, Elis Sipilä, Viktor Smeds, Kaarlo Soinio, Kurt Enoch Stenberg, Väinö Tiiri y Magnus Wegelius.